# Cratere Stiborius
Stiborius è un cratere lunare di 43,76 km situato nella parte sud-orientale della faccia visibile della Luna.